# Resolució 286 del Consell de Seguretat de les Nacions Unides
La Resolució 286 del Consell de Seguretat de les Nacions Unides, aprovada sense votació el 9 de setembre de 1970, greument preocupat per l'amenaça que implica la desviació forçada d'aeronaus per als civils innocents, va fer una crida a totes les parts interessades perquè es posi en llibertat immediatament a tots els passatgers i tripulants sense excepció, com a resultat de segrestos d'aeronaus, i va demanar als Estats a adoptar totes les mesures jurídiques possibles per evitar noves desviacions a mà armada o ingerències en els viatges aeris civils internacionals.